# اوروینیو
اوروینیو (به ایتالیایی: Orvinio) یک کومونه در ایتالیا است که در استان ریتی واقع شده‌است.

## خصوصیات
اوروینیو ۲۴٫۵ کیلومترمربع مساحت و ۴۷۰ نفر جمعیت دارد و ۸۴۰ متر بالاتر از سطح دریا واقع شده‌است.